# Прапор Калинівки (Вітовський район)
Пра́пор Кали́нівки затверджений рішенням сесії Калинівської сільської ради.

## Опис
Прямокутне полотнище зі співвідношенням сторін 2:3 поділене на три горизонтальні смуги — жовту, синю, жовту — у співвідношенні 3:1:3. У центрі — малий герб.
Автор — І. Д. Янушкевич.